# Unione nazionale incremento razze equine
L'Unione nazionale incremento razze equine, in acronimo UNIRE, era un ente istituito con regio decreto 24 maggio 1932, n. 642 e voluto, tra gli altri, dal celebre allevatore forlivese Paolo Orsi Mangelli, colui che diede nome alla "legge Mangelli" del 1942, con la quale si riservava all'Unire «la facoltà di esercitare totalizzatori e scommesse al libro per le corse dei cavalli».
Già ente di diritto pubblico, di primo livello, con sede in Roma, era dotato di autonomia finanziaria, amministrativa e contabile e posto sotto la vigilanza del Ministero delle politiche agricole alimentari e forestali. Con legge 15 luglio 2011 n. 111 l'UNIRE è stata trasformata in ASSI (Agenzia per lo sviluppo del settore ippico) ereditando in toto funzioni e obbligazioni del disciolto ente. L'ASSI, tuttavia, a sua volta è stata soppressa mediante la legge 7 agosto 2012 n. 135 e le sue funzioni trasferite quasi interamente al Ministero delle politiche agricole alimentari e forestali. L'ex ASSI attualmente continua la sua attività ordinaria in forma di gestione provvisoria, sotto il diretto controllo del Ministero.

## Finalità dell'ente
I compiti principali dell'UNIRE sono:
- Incentivare l'allevamento e il miglioramento di razze equine da competizione, in particolare purosangue inglesi e trottatori italiani.[1]
- Tutelare la biodiversità e salvaguardia le razze equine minacciate di estinzione.
e in generale prevede alla programmazione e allo sviluppo dell'ippicoltura in tutti suoi aspetti, sociali, economici, tecnici e culturali.
- Controllare e valutare le strutture di allevamento, allenamento, addestramento, ippodromi e altre strutture destinate a competizioni sportive con l'uso del cavallo.
- Curare la tenuta e la pubblicazione di tutti i registri genealogici del cavallo purosangue, trottatore e da sella italiano, certificati di origine degli stessi, registro passaggi di proprietà, compreso tutti i movimenti d'importazione ed esportazione.
- Gestire le corse e le gare, fissando calendario di manifestazioni ippiche, organizzando la programmazione tecnica ed economica delle stesse
e diffondere la dichiarazione dei partenti delle corse, con tutte le relative informazioni per effettuare regolari scommesse.
- Diffondere i segnali TV delle trasmissioni delle corse di cui l'Ente è titolare per legge, principalmente attraverso i canali Unire Tv e Unire Sat HD canale 51 di Tivùsat.
- Redigere bollettini ufficiali, notiziari statistici e risultati delle corse.
- Tutelare aspetti previdenziali e professionali degli operatori del settore ippico: allevatori, allenatori, fantini, allievi, guidatori, gentlemen rider, cavalieri, amazzoni, artieri, e ne concede e revoca le relative patenti.
- Concedere e revocare i colori di scuderia ai proprietari.
- Favorire l'uso del cavallo come strumento per la riabilitazione psicofisica dell'uomo (ippoterapia).